# Caledonian Ground
Le Caledonian Ground est une enceinte sportive située à Dunedin en Nouvelle-Zélande. Surnommée « The Caley », elle est principalement utilisée pour le football et l'athlétisme, et a une capacité de 3 000 spectateurs.
Trois stades ont porté ce nom depuis le milieu du XIXe siècle.

## Histoire
Le premier Caledonian Ground est situé au nord de Dunedin sur la Queen Street. De nombreuses manifestations publiques ont lieu en son sein dès les années 1860 notamment la réception du Duc d'Édimbourg en 1869 qui est le premier membre de la famille royale britannique à visiter la Nouvelle-Zélande.
Le deuxième Caledonian Ground est situé au cœur de Dunedin Sud, au coin de la Hillside Road et Andersons Bay Road. Il est construit en 1876 au sud de Dunedin par la société calédonienne de la ville à la suite de son déménagement.

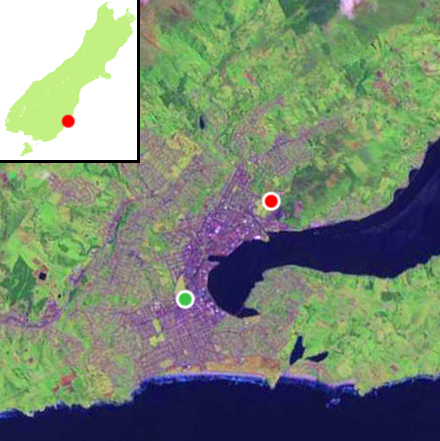
Les deuxième, en rouge, et troisième, en vert, localisations du Caledonian Ground dans l'aire urbaine de Dunedin.

En janvier 1878, le stade accueille la rencontre de cricket entre les Australiens et Otago. Quatre First-class cricket sont également disputés en son sein. Le 21 janvier 1889, les 5 000 spectateurs du Caledonian Ground assistent au premier vol en montgolfière en Nouvelle-Zélande suivi par la première descente en parachute de l'île réalisée par l'Américain Thomas Scott Baldwin,.

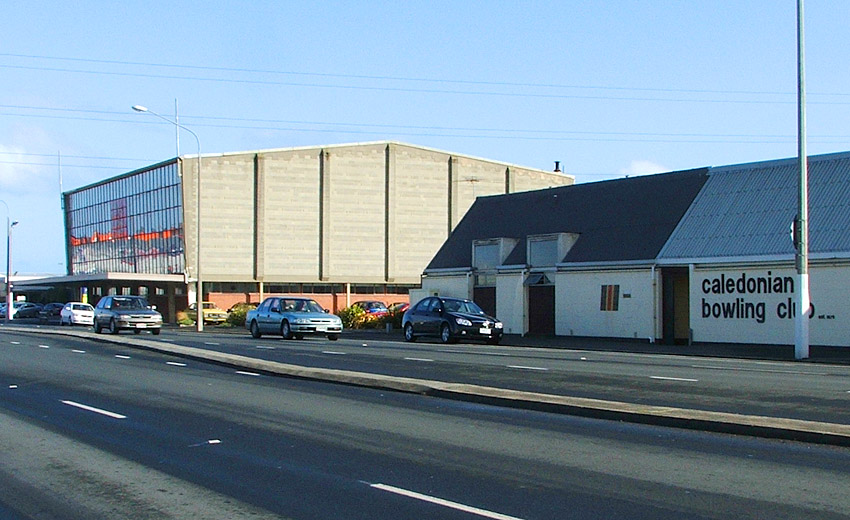
un gymnase et un club de boulingrin sont les seuls restes du Caledonian Ground sur son ancien emplacement au sud de Dunedin.

Le stade accueille également, en 1888, la première rencontre d'une équipe britannique de rugby sur l'île. Les joueurs britanniques, opposés aux Blues d'Otago, devant 10 000 spectateurs, l'emportent sur le score de huit points à trois. Seul stade clôturé de la ville, l'équipe du Dunedin RFC joue ses matchs à domicile en son sein à partir de 1883.
L'équipe de Nouvelle-Zélande de football dispute aussi dans ce stade, le 23 juillet 1904, la première rencontre de son histoire. Ce match non officiel joué face à la sélection de Nouvelle-Galles du Sud est perdu sur le score d'un but à zéro,. En 1988, la sélection nationale rencontre dans ce stade l'Australie. Les Néo-Zélandais sont battus sur le score de deux buts à un devant 3 000 spectateurs. Des compétitions d’athlétisme et de cyclisme se déroulent également dans l'enceinte.
Le stade est acheté par la ville de Dunedin en 1943, et fait l'objet de nombreux travaux pour agrandir sa capacité à la fin des années 1950 et en faire également un mémorial de guerre.
En 1999, le vieux Caledonian Ground est détruit, un nouveau stade portant le même nom est alors construit à l'extrémité nord du parc Logan à Dunedin Nord, près de Logan Park High School et à proximité de l'université d'Otago et de l'école polytechnique d'Otago. Il se trouve également à proximité de l'University Oval et du Forsyth Barr Stadium.
L'ancien site est depuis occupé par le parking de l'un des principaux centres commerciaux de la ville. Les seuls vestiges de l'ancien stade sont un gymnase et un club de boulingrin. Le gymnase est un mémorial de guerre de la Seconde Guerre mondiale.

## Utilisation
Le Caledonian Ground actuel a une capacité de 3 000 places. Il comprend la principale piste d’athlétisme de la ville de Dunedin dont le revêtement a été refait en 2009.
Il est également utilisé pour le football et accueille pendant plusieurs années les rencontres à domicile d'Otago United. Plusieurs tours de la Coupe de Nouvelle-Zélande dont une demi-finale en 2008 se sont déroulés en son sein.